# فيرنر أوتو
فيرنر أوتو (بالألمانية: Werner Otto)‏ (3 يناير 1929 - 19 مارس 2025) هو لاعب كرة قدم ألماني في مركز الوسط. شارك مع منتخب سارلاند لكرة القدم. أما مع النوادي، فقد لعب مع نادي ساربروكن.

## مسيرته الكروية
لعب فيرنر أوتو خلال مسيرته الاحترافية مع نادِ واحدٍ في ستة مواسم وسجل خلالها 36 هدفًا ضمن 107 مباراة. ولم يفز بأي موسم بالكأس أو بالدوري.
خاض فيرنر أوتو مسيرته مع سار 05 ساربروكن ‏ في موسم 1952–53 ليلعب معه ستة مواسم، مشاركًا في 107 مباراة سجل خلالها 36 هدفًا.

## وصلات خارجية
- فيرنر أوتو على موقع قاعدة بيانات كرة القدم.إي يو (الإنجليزية)
- فيرنر أوتو على موقع ناشيونال فوتبول تيمز (الإنجليزية)
- فيرنر أوتو على موقع عالم كرة القدم.نت (الإنجليزية)